# Gianfranco Pandolfini
Gianfranco Pandolfini (ur. 16 lutego 1920 we Florencji, zm. 3 stycznia 1997 tamże) – były włoski zawodnik, piłkarz wodny.
Był członkiem kadry Włoch, która zdobyła złoty medal na Letnich Igrzyskach Olimpijskich w Londynie. Wystąpił w pięciu meczach. Razem z nim w reprezentacji występował jego starszy brat Tullio Pandolfini.